# 세계수의 미궁 II: 제왕의 성배
《세계수의 미궁 II: 제왕의 성배》는 ATLUS에서 2008년 2월 21일에 발매한 닌텐도 DS용 롤플레잉 게임이다.

## 스토리
대륙 저 멀리 북쪽으로 펼쳐진 고지
그곳에는 거대한 나무를 마을의 신목(神木)으로 추앙하는
하이 라가드 공국이 있었다.
그 공국의 신목은 세계수라고 불려
그 하늘 높이 뻗은 나무는 하늘 나는 성으로
이어져있다는 전설이 있었다.
그런 전설의 나무 속에
어느 순간 수수께끼의 유적과 미지의 동식울을 내포한
거대한 자연의 미궁이 발견된 것이다!
그 땅을 다스리는 대공은 그 미궁을 조사해
하늘 나는 성 전설의 진위를 확인하기 위해
대륙 전토에 포고를 내었다.
하늘 나는 성 전설과 광대한 미궁….
이 포고는 모험자들의 마음을 사로잡았고
많은 자들이 공국에 오게 되었다.
…하지만 아무리 많은 모험자가 모인다고 한들
그 미궁을 답파해 전설을 해명하는 자는
나타나지 않았다.
――그대 또한 그 포령에 응해
공국에 향하는 젊은 모험자이다.
그 목적은 하나, 하늘 나는 성을 발견해

부와 명예를 그 손에 넣는 것이다.
자, 마을의 문을 뚫고 나아가라!

## 시스템

### 직업

#### 처음부터 선택 가능한 직업
- 소드맨
- 레인저
- 팔라딘
- 다크 헌터
- 메딕
- 알케미스트
- 바드
- 부시도
- 커스 메이커
- 거너
- 닥터 마구스

#### 조건을 만족하면 선택 가능한 직업
- 펫

### 매핑
전작과 같이 지나간 부분의 타일은 표시되며, 나머지 오브젝트들은 직접 표시한다. 표시 가능한 오브젝트의 수가 늘었다.

### 전투
전작에 비해 전투의 진행 속도가 빨라졌다.

#### F.O.E.
전작과 같이 지도와 3D던전에 표시되는 강력한 적이다. 이번 작품에선 경험치를 주지 않는다.

## 평가
| 평가 |         |
| --- | ------- |
| 통합 점수 통합사 점수 메타크리틱 82/100 [ 1 ] 평론 점수 평론사 점수 1UP.com A- [ 2 ] EGM 8.33/10 [ 3 ] 게임스팟 7.5/10 [ 4 ] 게임스레이더+ [ 5 ] 게임즈TM 7/10 [ 6 ] 게임존 8.8/10 [ 7 ] IGN 8/10 [ 8 ] 닌텐도 파워 8.5/10 [ 9 ] 닌텐도 월드 리포트 8.5/10 [ 10 ] PALGN 8/10 [ 1 ] Wired [ 11 ] |         |
| 통합 점수 |         |
| 통합사 | 점수    |
| 메타크리틱 | 82/100  |
| 평론 점수 |         |
| 평론사 | 점수    |
| 1UP.com | A-      |
| EGM | 8.33/10 |
| 게임스팟 | 7.5/10  |
| 게임스레이더+ | [ 5 ]   |
| 게임즈TM | 7/10    |
| 게임존 | 8.8/10  |
| IGN | 8/10    |
| 닌텐도 파워 | 8.5/10  |
| 닌텐도 월드 리포트 | 8.5/10  |
| PALGN | 8/10    |
| Wired | [ 11 ]  |

## 참조

### 주해
1. ↑  일본어: 世界樹の迷宮II 諸王の聖杯